# Vanna
Vanna — пост-хардкор группа из Бостона, штат Массачусетс.

## История
Группа была образована в декабре 2004 года. Основателями выступили гитаристы Эван Фармакис (Evan Pharmakis) и Ник Ламберт (Nick Lambert). Дуэт записал первое демо в комнате общежития Массачусетского Колледжа Искусств, используя драм-машину. Вскоре после этого к группе присоединились барабанщик Брэндон Дэвис (Brandon Davis) (который в то время был гитаристом в группе Therefore I Am), басист Шон Маркис (Shawn Marquis) и вокалист Джо Брагел (Joe Bragel). Вместе они записали и самостоятельно выпустили первый EP This Will Be Our Little Secret, благодаря которому группа не только обзавелась слушателями, но и в ноябре 2005 года подписала контракт с Epitaph Records. В марте 2006 группа выпускает пластинку, записанную совместно с Therefore I Am. Сразу после этого по личным мотивам группу покидает вокалист Джо Брагел, место которого занимает Крис Прис (Chris Preece).
После выхода в свет EP The Search Party Never Came группа отправляется в тур, а в октябре 2006 года в Сиэтле они приступают к работе над своим первым альбомом Curses.
Во время тура в поддержку альбома группу покидает барабанщик Брэндон Дэвис. Ему на замену был приглашен Крис Кэмпбэл (Chris Campbell), ранее игравший в группе The Jonah Veil.
Второй альбом группы A New Hope вышел 24 марта 2009 года. Продюсером альбома выступил Стив Эветтс (Steve Evetts), работавший с такими группами, как The Dillinger Escape Plan, Earth Crisis, Every Time I Die.
В июле 2009 года вокалист Крис Прис решает покинуть группу, ссылаясь на личные мотивы. В последующем летнем туре с A Static Lullaby его заменил Дэйви Мьюз (Davey Muise).

## Состав
- Дэйви Мьюз (Davey Muise) — экстрим-вокал (2009—2017)
- Николас Ламберт (Nicholas Lambert) — ритм-гитара (2004—2017)
- Шон Маркис (Shawn Marquis) — бас-гитара (2005—2017)
- Шеймус Менихан — ударные (2015—2017)

### Бывшие участники
- Джо Брагел (Joe Bragel) — экстрим-вокал (2005—2006)
- Брэндон Дэвис (Brandon Davis) — ударные (2005—2008)
- Крис Прис (Chris Preece) — экстрим-вокал (2006—2009)
- Крис Кэмпбэл (Chris Campbell) — ударные (2008—2012)
- Эван Фармакис (Evan Pharmakis) — соло-гитара, чистый вокал (2004—2012)
- Эрик Гросс — ударные (2012—2015)
- Джоел Пастушак — соло-гитара, чистый вокал (2012—2017)

## Дискография

### Студийные альбомы
| Дата релиза    | Название                   | Лейбл             |
| -------------- | -------------------------- | ----------------- |
| 24 апреля 2007 | Curses                     | Epitaph Records   |
| 24 марта 2009  | A New Hope                 | Epitaph Records   |
| 20 июня 2011   | And They Came Baring Bones | Artery Recordings |

### Мини-альбомы
| Дата релиза   | Название                       | Лейбл            |
| ------------- | ------------------------------ | ---------------- |
| 2005          | Demo                           | -                |
| Август 2005   | This Will Be Our Little Secret | -                |
| 10 марта 2006 | Therefore I Am/Vanna Split CD  | Robotica Records |
| 6 июня 2006   | The Search Party Never Came    | Epitaph Records  |

### Сборники
| Дата релиза   | Название сборника                              | Название трека                     | Лейбл                                |
| ------------- | ---------------------------------------------- | ---------------------------------- | ------------------------------------ |
| Зима 2006     | Epitaph Sampler                                | That Champagne Feeling             | Epitaph Records                      |
| 6 июня 2006   | Warped Tour 2006 Compilation (Disc 2)          | A Dead Language For A Dying Lady   | Epitaph Records SideOneDummy Records |
| 6 июня 2006   | Unsound Volume 1                               | I Am The Wind, You Are The Feather | Epitaph Records                      |
| 20 июня 2006  | Purevolume Epitaph Digital Summer Sampler      | The Search Party Never Came        | Epitaph Records                      |
| Лето 2006     | Epitaph Sampler                                | The Search Party Never Came        | Epitaph Records                      |
| Декабрь 2006  | Purevolume 'Epitaph Tour 2007' Digital Sampler | The Things He Carried              | Epitaph Records                      |
| Зима 2007     | Epitaph Sampler                                | Country Boys…Goddamn               | Epitaph Records                      |
| 23 марта 2007 | Hails & Horns Volume 3 Sampler                 | The Things He Carried              | Epitaph Records                      |
| 5 июня 2007   | Warped Tour Compilation (Disc 2)               | The Things He Carried              | Epitaph Records SideOneDummy Records |
| Лето 2007     | Epitaph Sampler                                | The Alarm                          | Epitaph Records                      |
| Октябрь 2007  | Purevolume & Epitaph Halloween Digital Sampler | We Ate The Horse You Rode In On    | Epitaph Records                      |
| 9 июня 2009   | Warped Tour 2009 Compilation (Disc 2)          | Into Hell’s Mouth We March         | Epitaph Records SideOneDummy Records |

## Клипы
- A Dead Language For A Dying Lady
- Safe To Say